# 妖怪巨大女
『妖怪巨大女』（ようかいきょだいおんな、英: Attack of the 50 Foot Woman）は、アメリカ合衆国の1958年のSF映画。製作バーナード・ウールナー、監督ネイザン・ハーツ、脚本マーク・ハンナ、音楽ロナルド・スタイン、配給アライド・アーティスツ・ピクチャーズ・コーポレーション。出演はアリソン・ヘイズ、ウィリアム・ハドソン、イヴェット・ヴィッカーズ他。モノクロ映画。

## 概要
いずれも前年の公開で身体のサイズが変化する人間を描いた『戦慄!プルトニウム人間』や『縮みゆく人間』を模した映画であるが、男性主人公の代わりに男性と敵対する巨大化した女性をヒロインに据えている。地球外生命体に遭遇して巨大化させられ、窮地に陥る裕福な女相続人を描く。
日本では劇場公開されずテレビ映画として1970年代に放送されたのみだったが、1984年に秋田書店から刊行された竹内義和『特撮SFX大全科』で取り上げられたのを始め、1997年には洋泉社『映画秘宝』Vol.7の192-195ページで「女モンスターに蹴られたい 妖怪巨大女」と題して紹介記事が掲載されている。

## ストーリー
テレビではアナウンサーが世界中で謎の飛行物体が目撃されている事を伝えていた。彼は冗談めかして、その軌道を計算すると次の出現場所はカリフォルニアだと語った。
ある夜、裕福ではあるが問題を抱えた女性ナンシー・アーチャー（アリソン・ヘイズ）が人気のないハイウェイを車で疾走していると、目の前に輝く白い球体が着陸した。道から逸れてこれを避けた彼女が球体を調べるために車外に出ると、巨大なエイリアンが中から現れて彼女の方に手を伸ばした。彼女は怯えて逃走し町に戻ったが、ナンシーの過度の飲酒癖と最近のサナトリウム入所を知っている人々は誰も彼女の話を信じなかった。浮気性の夫ハリー（ウィリアム・ハドソン）は妻よりも最新の愛人ハニー・パーカー（イヴェット・ヴィッカーズ）に熱を上げていたが、彼はナンシーの気が触れて精神科病院に収容される事を期待して良い夫のふりをし、彼女の資産5000万ドルを管理していた。
ナンシーは球体を捜索するため夫と共に砂漠を走り回り、諦めかけた頃に遂に発見する。エイリアンが現れるとハリーは拳銃を発砲したが、効果が無いと知るとナンシーを置いて逃亡してしまう。
後にナンシーは自宅のプールハウスの屋根で発見された。しかし彼女は狂乱状態であり、主治医のクッシング博士が鎮静剤を打たなければならなかった。ハニーにけしかけられたハリーはナンシーに致死量の薬を注射をしようとしたが、こっそり部屋に近づいたハリーの目に飛び込んできたのは巨人となったナンシーだった。クッシング博士と彼が呼び寄せた専門家のフォン・ローブ博士は、ナンシーの治療法を考え倦ね、当局を待つ間、彼女をモルヒネで昏睡状態にしてチェーンで拘束した。保安官とナンシーの忠実な執事ジェス（ケン・テレル）は、敷地からエイリアンの球体まで続く巨大な足跡を追った。2人は球体内部で世界で最も大きいと言われるナンシーのダイヤモンドやその他の透明な宝玉類を発見し、宝石が球体の燃料として使われていると推測する。そこにエイリアンが現れて2人を攻撃して追い出し、飛び去る前に彼らの車を破壊した。
一方ナンシーは目を覚まし、拘束を引き千切り自由の身となった。不貞の夫に対する復讐を決意した彼女は町に向って歩き出した。酒場でハニーといちゃつくハリーを発見すると、屋根を引き剥がし梁をハニーに向けて落とし、下敷きとなったハニーは絶命した。狼狽えたハリーが発砲するもナンシーは意に介さず、ハリーを右手に掴んで逃走した。保安官が暴動鎮圧用の散弾銃を彼女に向けて発砲すると、近くの送電線変圧器が爆発し、ナンシーは感電して倒れ息絶えた。医師はハリーが彼女の手の中で死んでいるのを発見した。

## 出演者
- アリソン・ヘイズ （ナンシー・ファウラー・アーチャー Nancy Fowler Archer）
- ウィリアム・ハドソン （ハリー・アーチャー Harry Archer）
- イヴェット・ヴィッカーズ （ハニー・パーカー Honey Parker）
- ロイ・ゴードン　(アイザック・クッシング博士 Dr. Isaac Cushing)
- ジョージ・ダグラス （ダビット保安官 Sheriff Dubbitt）
- ケン・テレル（英語版） （ジェス・スタウト Jess Stout）
- オットー・ウォルディス　(ハインリッヒ・フォン・ローブ博士 Dr. Heinrich Von Loeb)
- アイリーン・スティーヴンス （看護士）
- マイケル・ロス （バーテンダーのトニー/巨大エイリアン）
- フランク・チェイス （保安官助手チャーリー Deputy Charlie）

## リメイクと派生作品
約89,000ドルという低予算ながら、『妖怪巨大女』は続編を検討するのに十分な興行成績を上げた。プロデューサーのジャック・マークェットによると続編はより高い予算をかけ、カラーで制作される予定であった。計画は実現しなかったが、脚本も書かれていた。
1980年代中頃、映画監督のジム・ウィノースキーはシビル・ダニングをタイトルロールに起用した再映画化を考え、ダニングが巨大女に扮した写真撮影まで行なった。しかしウィノースキーがその代わりに1957年のSF映画『Not of This Earth』のリメイク『トレイシー・ローズの美女とエイリアン』（1988年）を撮る選択をしたため実現はしなかった。
1993年にテレビ映画『ダリル・ハンナのジャイアント・ウーマン』としてリメイクされ、HBOで放映された。監督クリストファー・ゲスト、脚本ジョセフ・ドハーティ、ダリル・ハンナがヒロインを演じた。
1995年、フレッド・オーレン・レイは『アタック・オブ・ザ・ジャイアントウーマン』というパロディ映画を制作、J・J・ノースとタミー・パークスが主演した。女性が巨大化するという基本的な前提以外は『妖怪巨大女』との共通点はほとんど無い。バストサイズに悩むグラビアモデルが、危険と警告されながら豊胸効果があるという薬を服用し、副作用で巨大化する。しかし、そのために逆に注目を集めるようになった彼女を面白く思わないライバルのモデルが同様に巨大化。故意に滑稽に描かれた低予算映画であり、フォトモンタージュを使用したオリジナルと異なり、強化遠近法を駆使して巨大娘の視覚化を実現している。
2011年後半、ロジャー・コーマンとニュー・ホライゾン・フィルムズは『アタック・オブ・ザ・50フィート・チアリーダー』という3D映画を制作、2012年8月25日に公開された。監督はケヴィン・オニール、脚本はやはりコーマン製作の『シャークトパス』（2010年）も手がけたマイク・マクリーン、ヒロインのキャシー・ストラトフォードを元ミス・ティーン・ジョージアのジェナ・シムズ、ライバルのブリタニー・アンドリュースをオリヴィア・アレクサンダーが演じた。

## 大衆文化への影響
- ニール・フィン（英語版）の1998年のシングル「She Will Have Her Way」のミュージック・ビデオはこの映画のパロディである。映画のシーンの一部も使用されており、フィンは巨大女が襲う酒場で歌っている設定で、フィン自身が拉致されるがラストは巨大女と結ばれてハッピーエンドとなる。
- マーベルコミックスの『マーベル・アドベンチャーズ: アベンジャーズ（英語版）[5]』第13号（2007年5月）「Attack of the Fity-Foot Girl!」ではメンバーのGiant-Girl（ジャイアント・ガール）にスポットを当てており、その号の表紙は『妖怪巨大女』のポスターを模したものであった[6]。
- 『フィニアスとファーブ』第2シーズンのエピソード「巨大キャンディスあらわる」 (Attack of the 50 Foot Sister) では、キャンディスが化粧品のイメージモデルになるには数インチ不足している身長を伸ばすため、弟たちの作った成長剤をこっそり服用するが、予想より巨大化して身長50フィートになってしまう。
- 2009年の3Dアニメーション映画『モンスターVSエイリアン』で、リース・ウィザースプーンが声優を務めたヒロインのスーザン・マーフィー（後にジャイノミカ）は、隕石に触れて巨大化する際に正確に身長50フィートになった。
- アメリカの隔月刊誌「マザー・ジョーンズ（英語版）」2010年11/12月号は "Attack on the Middle Class!!" という特集記事を組み、サラ・ペイリンを『妖怪巨大女』に見立てた "Attack of the 50-Foot Palin" と称するポスターのパロディ・イラストが表紙を飾った[7]。
- 2007年に日本の京都アニメーションが制作したテレビアニメ『らき☆すた』の第19話では、登場人物の小早川ゆたかが巨大化するイメージ映像のポーズに本作のポスターを模したパロディが採り入れられていた。

## 家庭向メディア
2007年6月26日、ワーナー・ホーム・ビデオよりDVDがリリースされた。また『Cult Camp Classics 1: Sci-Fi Thrillers』のタイトルで「大海獣ビヒモス」（Behemoth the Sea Monster, 1959年）、「惑星X悲劇の壊滅」（Queen of Outer Space, 1958年） を加えたボックスセットもワーナーより発売された。DVDにはハニー役のイヴェット・ヴィッカーズと映画史家のトム・ウィーバーの音声解説が含まれている。2011年9月20日、ワーナー・ブラザースは本作をワーナー・アーカイブ・コレクションに加えたが、ヴィッカーズの解説は省かれ、予告編のみが特典映像として収録された。2022年12月6日にはブルーレイ版が発売されている。
日本でのソフト化はVHSの時代を含めて長らく行われていなかったが、2019年8月30日にワーナー ブラザース ジャパンからDVDが発売された。